# Julodis chrysesthes
Julodis chrysesthes es una especie de escarabajo del género Julodis, familia Buprestidae. Fue descrita científicamente por Chevrolat en 1860.